# Diukowie Hazzardu (serial telewizyjny)
Diukowie Hazzardu (ang. The Dukes of Hazzard, 1979–1985) – amerykański serial telewizyjny nadawany przez stację CBS od 26 stycznia 1979 roku do 8 lutego 1985 roku. W Polsce premierowo emitowany od marca 2023 roku na Warner TV.

## Opis fabuły
Serial opowiada o przygodach dwóch kuzynów – Bo (John Schneider) i Luke’a (Tom Wopat) Diuków, którzy żyją w fikcyjnym Hazzard County w Georgii.

## Bohaterowie
- Beauregard „Bo” Duke – blondwłosy kuzyn
- Lucas K. „Luke” Duke – ciemnowłosy kuzyn
- Daisy Duke – kuzynka Bo i Luke’a
- Jesse Duke – wujek Bo, Luke'a i Daisy
- Rosco Purvis Coltrane – szeryf Hazzard County
- Boss Jefferson Davis „J.D.” Hogg – zarządca Hazzard County
- Cooter Davenport – mechanik
- Enos Strate – zastępca szeryfa Hazzard County

## Obsada
- John Schneider jako Bo Duke
- Tom Wopat jako Luke Duke
- Catherine Bach jako Daisy Duke
- Denver Pyle jako Jesse Duke
- James Best jako Szeryf Rosco Purvis Coltrane
- Sorrell Brooke jako Boss Hogg
- Ben Jones jako Cooter Davenport
- Sonny Shroyer jako Enos Strate